# Зборовский, Олег Владимирович
Олег Владимирович Зборовский (укр. Олег Володимирович Зборовський; род. 31 марта 1982, Малин, Житомирская область) — украинский игрок в пляжный футбол. Выступает за сборную Украины. Участник чемпионатов мира 2011 и 2013 года. Девять раз становился лучшим бомбардиром чемпионата Украины.
Мастер спорта Украины международного класса (2010).

## Биография
Родился в городе Малин Житомирской области.
В детско-юношеской футбольной лиге Украины играл за «Борисфен» из посёлка Счастливое. На профессиональном уровне играл за малинский «Бумажник» (1999—2000) и «Систему-КХП» (2003) во Второй лиге Украины. На уровне любителей играл в чемпионате Украины за «Металург» (Малин) и «Зенит» (Боярка). Неоднократно играл в чемпионате Житомирской области.
Прошёл срочную службу в Вооружённых силах Украины, где служил в спортроте. В 2007 году начал заниматься пляжным футболом, после чего по приглашению Николая Костенко стал выступать за киевский «Плесо». В составе клубов БРР и «Майндшер» в 2008 и 2009 годах становился чемпионом Украины.
Игра Зборовского привлекла внимание тренеров сборной Украины по пляжному футболу, с которой он в 2011 и 2013 годах сыграл на чемпионате мира. Участник Европейских игр 2015, 2019 и 2023 годов.
Впоследствии на клубном уровне играл за «Артур Мьюзик», «Выбор», «Альтернативу» и Beachsoccer. За рубежом защищал цвета российских «Динамо», «Локомотива», ЦСКА, ЭЛМОНТа и «Лукойла», а также венгерского «Ясфеньсару Голдвин». 
Олег Зборовский дважды был номинирован на звание лучшего игрока мира по пляжному футболу в 2018 и 2021 годах.
Выступал в турнирах по мини-футболу за клубы «Авангард» (Радомишль), ХИТ (Киев) и «Скидка» (Ирпень).
Окончил Киевский политехнический институт (2015).

## Достижения
Сборная Украины
- Победитель Евролиги: 2016
- Серебряный призёр Евролиги: 2015
- Победитель Кубка Дружбы: 2011
- Бронзовый призёр Кубка Персии: 2018
- Победитель Кубка независимости Украины: 2021[11]

На клубном уровне
- Чемпион Украины: 2008 (БРР), 2009, 2012 (Майндшер), 2013 (Артур Мьюзик), 2014 (Выбор), 2015 (ХИТ), 2017, (Выбор), 2019 (Альтернатива), 2021 (NC Beachsoccer)[12]
- Серебряный призёр чемпионата Украины: 2010, 2011 (Майндшер)
- Бронзовый призёр чемпионата Украины: 2007 (Плесо)
- Победитель Кубка Украины: 2016 (ХИТ)[13]
- Победитель Суперкубка Украины: 2017 (Артур Мьюзик)
- Серебряный призёр Кубка европейских чемпионов: 2017 (Артур Мьюзик)

Индивидуальные
- Лучший игрок Украины в пляжном футболе: 2017
- Лучший игрок чемпионата Украины: 2009, 2019
- Лучший бомбардир чемпионата Украины: 2009, 2010, 2011, 2012, 2013, 2014, 2017, 2019, 2020
- Лучший игрок Кубка Дружбы: 2011[14]

## Личная жизнь
Женат. Воспитывает дочь Карину.